# Alan Diaz
Alan Diaz (15. května 1947 New York – 3. července 2018) byl americký fotograf, který v roce 2001 získal Pulitzerovu cenu v kategorii Breaking News Photography za fotografii, na které tým pohraniční stráže United States Border Patrol vystrašil kubánského chlapce Eliana Gonzalese.

## Život a dílo
Diaz se narodil a vyrůstal v New Yorku, na Kubu se přestěhoval se svou rodinou v roce 1964. Na Kubě působil jako učitel a zároveň studoval fotografii u kubánského fotografa Alberta Kordy. V roce 1978 se přestěhoval do Miami a stal se fotografem a učitelem angličtiny. Do společnosti Associated Press nastoupil jako fotograf na volné noze v roce 1994 a profesionálním fotografem se stal v roce 2000.
Diaz odešel z Associated Press v prosinci 2017 a zemřel 3. července 2018 ve věku 71 let.